# إقبال أحمد
إقبال أحمد (1933- 11 مايو 1999) عالم سياسي، وكاتب، وأكاديمي باكستاني معروف بنشاطه المناهض للحرب، ودعمه لحركات الممانعة العالمية والأكاديمية، ومساهمته في الدراسات التي تتناول الشرق الأدنى. وُلد في بهار في الهند البريطانية، هاجر أحمد إلى باكستان في طفولته ودرس الاقتصاد في كلية فورمان كريستيان. عمل لفترة قصيرة ضابطًا في الجيش بعد تخرجه، وأُصيب في الحرب الباكستانية الهندية الأولى عام 1948.

## حياته المهنية
منذ عام 1960 وحتى 1963، عاش أحمد في شمال أفريقيا، وعمل بشكل أساسي في الجزائر حيث انضم إلى جبهة التحرير الوطني الجزائرية وعمل مع فرانز فانون وبعض الوطنيين الجزائريين ممن كانوا يخوضون حربًا ليبرالية ضد الفرنسيين في الجزائر. عُرض عليه الانضمام إلى أول حكومة جزائرية مستقلة، ولكنه رفض ذلك مفضلًا الحياة كمفكر مستقل. عاد إلى الولايات المتحدة بدلًا من ذلك. تحدث إقبال أحمد اللغة الأردية، والإنجليزية، والفارسية، والعربية بطلاقة.
بعد عودته إلى الولايات المتحدة، عمل إقبال أحمد كمدرس في جامعتي إيلينوي في شيكاغو (1964- 1965) وفي قسم علاقات العمل في جامعة كورونيل (1965- 1986). أثناء تلك السنوات، أصبح معروفًا بكونه واحدًا من أوائل المعارضين للسياسات الأمريكية في فيتنام وكمبوديا. منذ عام 1968 وحتى 1972، كان عضوًا في إدارة معهد أدلاي ستيفينسون في شيكاغو. عام 1971، اتُهم إقبال باعتباره عضوًا في مجموعة هاريسبورغ سيفين (بالإنجليزية: Harrisburg Seven)، مع القسيس الكاثوليكي المناهض للحرب فيليب بيريغان، وزوجة بيريغان الأخت إليزابيث ماك أليستر، وأربعة نشطاء سلام كاثوليكيين أيضًا، بتهمة التآمر بقصد خطف هنري كيسنجر. وبعد 59 ساعة من المشاورات، أعلنت هيئة المحلفين أن الدعوى باطلة عام 1972.
لمَّح الكاتب ستيوارت سكار، صديق إقبال أحمد، في كتاب ألفه عن إقبال أحمد أنه حذر الولايات المتحدة من مهاجمة العراق عام 1990. صدقَ تنبؤه بأن سقوط صدام حسين سيثير العنف الطائفي والفوضى في المنطقة. أجرى إقبال أحمد مقابلة مع أسامة بن لادن في بيشاور عام 1986 أيضًا. في أوائل تسعينيات القرن الماضي، توقع أنه عند التفكير مليًا في أيديولوجية أسامة بن لادن، يمكن التنبؤ بأنه سينقلب ضد حلفائه الأمريكيين والباكستانيين.
منذ عام 1972 وحتى 1982، كان إقبال عضوًا في الإدارة العليا لمعهد الدراسات السياسية. منذ عام 1973 وحتى عام 1975، تولى منصب أول مدير لفرع المعهد الخارجي (المعهد العالمي في أمستردام). عام 1982، أصبح أحمد عضو هيئة تدريسية في جامعة هامبشير في أيرست في ماساتشوستس، وهي مدرسة متقدمة، وأول جامعة تنفصل عن جنوب أفريقيا في البلاد، ودرَّس فيها سياسة العالم والعلوم السياسية. في أوائل تسعينيات القرن العشرين، منح رئيس الوزراء في حكومة باكستان، نواز شريف، أحمد أرضًا في باكستان، لبناء جامعة مستقلة بديلة تُدعى جامعة كالدونيا.
بعد تقاعده من جامعة هامبشير عام 1997، استقر بشكل دائم في باكستان حيث تابع كتابة عمود أسبوعي في صحيفة الداون، وهي أقدم صحيفة تصدر باللغة الإنجليزية في باكستان. استمر في الترويج للديمقراطية الاجتماعية للدول الإسلامية مثل البلدان الاسكندنافية لمنع التطرف، والفقر، والظلم فيها.
كان إقبال أحمد مستشارًا مؤسسًا لمعهد الأقمشة الباكستاني حديث النشأة حينئذ، وهو معهد مختص في علوم الأقمشة، والتصميم، ويمنح شهادة في مجال الأعمال. يعلن المعهد إيمانه بالقيم التي يدعو إليها إقبال أحمد، ويمنح أكثر جوائزه المرموقة، جائزة الدكتور إقبال أحمد للإنجاز، لخريج واحد تُجمع الكلية على أنه يعكس قيم إقبال أحمد في حفلها السنوي.